# Tamás Ascher
Tamás Ascher, med ungerskt namnskick Ascher Tamás född 3 mars 1949 i Budapest, är en ungersk regissör.
Han har regisserat teater över hela Europa och har även satt upp Mozart, bland annat Don Juan i Lyon. Han regisserade en uppsättning av Onkel Vanja i Sydney, med Cate Blanchett i rollen som Jelena. Denna uppsättning kunde man sommaren 2012 se i New York. Ascher var tidigare konstnärlig ledare för teatern i Kaposvár och han grundade och är director-in-residence på teatern Katona József i Budapest. 
År 2013 regisserade han Mozarts Trollflöjten på Malmö Opera med den ungerska sopranen Erika Miklósa i rollen som Nattens drottning.